# 钱叶卷柏
钱叶卷柏（学名：[Selaginella nummularifolia] 错误：{{Lang}}：文本有斜体标记（帮助））为卷柏科卷柏属下的一个种。

## 扩展阅读
- 維基物種上的相關：钱叶卷柏